# Martín Miguel Bedirián
Martín Miguel Bedirián (Córdoba, 23 de diciembre de 1989) es un triatleta argentino, ocupó la quinta posición en los Juegos Sudamericanos Cochabamba 2018 en la prueba distancia sprint, siendo el mejor argentino clasificado. Fue parte del seleccionado argentino que participó en distintos torneos internacionales, entre ellos los Juegos Panamericanos Toronto 2015.

## Comienzos
Comenzó su carrera deportiva a los 8 años de edad como nadador. Se interesó en la disciplina cuando uno de sus entrenadores llamó a un especialista en triatlón para ayudar en la técnica de nado.  
Su primera carrera como triatleta fue el 17 de febrero en Embalse, como parte del campeonato cordobés de la especialidad, en dicha competencia finalizó en  el cuarto puesto de la general y primero en su categoría.

## Carrera profesional
Hizo su debut como profesional en el 2009 en la ITU Copa Panamericana de Triatlón realizado en Playas, Bolivia finalizando en la 14° posición con un tiempo de 02:10:03. 
Llegó al tercer puesto de los Campeonatos Panamericanos en la categoría SUB 23  disputados en el 2012 en La Paz. Compartió el podio junto a los argentinos Luciano Taccone y Rodrigo Nogueras. 
En el año 2015 fue seleccionado para representar a Argentina en los Juegos Panamericanos Toronto 2015 finalizó en la 23ª posición en la categoría Elite. 
Fue el mejor argentino ubicado en los Juegos Sudamericanos Cochabamba 2018, finalizando en la 5ª posición tanto en distancia sprint como en el relevo mixto junto a Moira Miranda , Alucin Ibrahim y Maria Inti Guzmán.

## Ranking
| Asociación          | Pos |
| ------------------- | --- |
| Ranking Mundial     | 218 |
| Ranking Continental | 44  |
| Ranking Olímpico    | 151 |

## Resultados destacados
| AÑO  | CAMPEONATO                                       | POSICIÓN | CATEGORIA      | TIEMPO   |
| ---- | ------------------------------------------------ | -------- | -------------- | -------- |
| 2018 | CAMTRI Campeonato Americano                      | 5        | Relevos Mixtos | 00:17:43 |
| 2018 | CAMTRI Copa Americana                            | 7        | Elite          | 00:58:59 |
| 2018 | Juegos Panamericanos 2018                        | 5        | Elite          | 0:57:03  |
| 2018 | Juegos Panamericanos 2018                        | 5        | Relevos Mixtos | 00:19:18 |
| 2016 | CAMTRI Copa Americana                            | 6        | Elite          | 01:54:21 |
| 2016 | CAMTRI Copa Americana                            | 4        | Elite          | 01:53:53 |
| 2015 | CAMTRI Copa Americana (Final)                    | 5        | Elite          | 01:59:03 |
| 2015 | Juegos Panamericanos 2015                        | 23       | Elite          | 01:53:23 |
| 2015 | CAMTRI Copa Americana                            | 9        | Elite          | 01:55:48 |
| 2015 | Campeonato Argentino                             | 3        | Elite          | 01:55:48 |
| 2015 | CAMTRI Copa Americana y Campeonato Panamericanao | 3        | Elite          | 01:58:14 |
| 2015 | PATCO Copa Panamericana                          | 5        | Elite          | 01:53:14 |
| 2014 | PATCO Copa Panamericana                          | 3        | Elite          | 01:56:00 |
| 2013 | Campeonato Panamericano                          | 8        | Elite          | 01:53:48 |
| 2013 | ITU Copa Panamericana                            | 5        | Elite          | 01:46:01 |
| 2013 | ITU Copa Panamericana y Campeonato Sudamericano  | 6        | Elite          | 02:03:14 |
| 2012 | PATCO Campeonato Panamericano                    | 3        | Elite          | 01:58:38 |
| 2010 | PATCO Campeonato Panamericano                    | 5        | Sub-23         | 02:02:10 |